# Beáta Fülöp
Beáta Fülöp (* 27. März 1970) ist eine ehemalige ungarische Fußballspielerin.

## Karriere

### Vereine

#### Ungarn
Fülöp begann beim Verein Papkeszi in der gleichnamigen Gemeinde in der Nachbarschaft zur Stadt Balatonfűzfő im Kreis Balatonalmádi im Komitat Veszprém mit dem Fußballspielen. Anschließend spielte sie von 1985 bis 1990 für den Postsportverein Székesfehérvár und von 1990 bis 1995 für Renova Spartacus SE als Stürmerin.

#### Deutschland
Nach Deutschland gelangt, gehörte sie zunächst der SG Praunheim in der Saison 1995/96 an, für die sie in der seinerzeit zweigleisigen Bundesliga Punktspiele bestritt. Als Zweitplatzierter der Gruppe Süd war sie mit ihrer Mannschaft für die Endrunde um die Deutsche Meisterschaft qualifiziert. Das in Hin- und Rückspiel ausgetragene Halbfinale gegen Grün-Weiß Brauweiler wurde bereits mit dem 1:0-Sieg im Hinspiel erfolgreich gestaltet, da das Rückspiel torlos endete. Doch das am 2. Juni 1996 im Frankfurter Stadion am Brentanobad vor 3100 Zuschauern ausgetragene Finale wurde mit 0:1 gegen den TSV Siegen verloren. Diesem schloss sie sich in der Folgesaison an, für den sie in der Gruppe Nord zum Einsatz kam.
Von 1997 bis 2001 spielte sie für die Sportfreunde Siegen, die die Frauenabteilung des TSV Siegen 1997 übernommen hatte, in der höchsten Spielklasse im deutschen Frauenfußball. Die Mannschaft schloss als Fünftplatzierte zweimal als Drittplatzierter und einmal als Achtplatzierter ab. Obwohl Rang acht kein Abstiegsplatz war, stieg die Mannschaft ab, da sie keine Lizenz für die kommende Bundesliga-Saison erhielt. Im Wettbewerb um den DFB-Pokal erreichte sie erst in ihrer vorletzten Saison das Finale, für den Verein das erste und bislang letzte Mal. Doch gegen den 1. FFC Frankfurt verlor sie am 6. Mai 2000 im Olympiastadion Berlin vor 20.000 Zuschauern – als Vorspiel zum Männerfinale – mit 1:2 Toren.
Fülöp wechselte zum FCR 2001 Duisburg, für den sie bis Saisonende 2003/04 19 Punktspiele, in denen sie ein Tor erzielte, bestritt. In der Meisterschaft belegte sie mit dem Verein zweimal den dritten und einmal den vierten Platz. Im Wettbewerb um den DFB-Pokal schied ihr Verein zunächst im Viertelfinale aus, doch in der Folgesaison erreichte er das am 31. Mai 2003 im Olympiastadion Berlin vor 30.000 Zuschauern angesetzte Finale, das jedoch mit 0:1 durch das Eigentor von Martina Voss in der 89. Minute zugunsten des 1. FFC Frankfurt seine Entscheidung fand. In ihrer letzten Saison ereilte die Mannschaft das Aus erneut im Viertelfinale – diesmal mit 2:3 gegen den FFC Heike Rheine.

### Nationalmannschaft
Fülöp bestritt im Zeitraum von 13 Jahren 67 Länderspiele für die Nationalmannschaft Ungarns und erzielte sieben Tore. Ihr Debüt gab sie am 26. September 1987 in Sofia beim torlosen Remis im Testspiel gegen die Nationalmannschaft Bulgariens. Ihren letzten Einsatz als Nationalspielerin hatte sie am 18. November 2000 in Almelo bei der 0:2-Niederlage gegen die Nationalmannschaft der Niederlande im Relegationsspiel für die Europameisterschaft 2001.

## Erfolge
Renova Spartacus SE
- Ungarischer Meister 1992, 1993
- Ungarischer Pokalsieger 1993
- Ungarischer Superpokalsieger 1993
- Torschützenkönigin 1994 (44 Tore)

Sportfreunde Siegen
- DFB-Pokal-Finalist 2000

FCR 2001 Duisburg
- DFB-Pokal-Finalist 2003